# Кокоричанка
Кокоричанка — урочище, історична місцевість Житомира, колишній хутір.        

## Розташування
Місцевість розташована у північно-західній частині Житомира, у межах Богунського адміністративного району. Знаходиться на лівому березі річки Кам'янки.
Найменування місцевості походить від назви правої притоки річки Кам'янки — річки Кокоричанки, на берегах якої і формувалася місцевість протягом століть. Наразі річка Кокоричанка частково осушена, частково протікає в трубопроводі та перетинає вулицю Маликова, 1-й Винокурний провулок та майдан Визволення. Долина Кокоричанки відома за місцевою назвою «яр» та розташована у мікрорайоні Хмільники між вулицею Олександра Клосовського та вулицею Маликова. 

## Історичні відомості
Місцевість Кокоричанку складають менші історичні місцевості — колишній хутір Каракулі, урочище Сурина гора, у тому числі збудований на Суриній горі мікрорайон Хмільники.  
Місцевість формувалася наприкінці XVIII ст. як заміський хутір шляхтича Білецького.  
Хутір оминала ділянка стародавнього шляху на Вільськ, що діяв до XVIII ст. Ділянка шляху зберіглася дотепер, а саме нинішня вулиця Котляревського, яка до середини минулого сторіччя мала назву Старопоштовий провулок. Шлях втратив функцію основної дороги на захід внаслідок будівництва поштового шляху, однак ще тривалий час здійснював функцію заміської дороги до хутора Кокоричанка. На початку ХХ ст. мав назву Кокоричанський провулок.
Одними з найперших землевласників в районі Кокоричанки була родина Суриних. Від прізвища родини походить назва пагорба, що знаходиться на лівому березі Кам'янки та лівому березі Кокоричанки та відомий як Сурина гора. Садиба Суриних по Червоному провулку збереглася дотепер. На території домоволодіння дотепер збережена скульптура Діви Марії, що створена у XVIII сторіччі та являє собою найдавнішу пам'ятку монументального мистецтва Житомира. 
Наприкінці XVIII ст. частина хутора викуплена штаб-ротмістром Каракуліним, куди згодом прибули старообрядці. Поселення старообрядців, що формувалося вздовж Каракульної вулиці згодом отримало назву Каракулі. Дотепер зберіглися старообрядницькі церква, школа та кладовище. Згідно з переписом населення 1897 року, хутір Каракулі налічував 496 мешканців.  
Станом на 1915 рік хутір Кокоричанка знаходився за межами міста, на північний захід від міської межі. Хутір оточували населені пункти Житомирського повіту — хутір Врангелівка (на заході та південному заході), село Соколова Гора (на півночі), село Крошня (на сході та північному сході).
Завдяки насиченості долини річки Кокоричанки відкладами глини, у ХІХ ст. на Кокоричанці діяли цегельні — Троцького та Бевензе. Цегельня Бевензе, що розміщувалася на початку Старопоштового шляху (нині — вул. Вільський Шлях), заснована братами Бевензе, чехами за національністю. На честь власника названо розташований поруч провулок, відомий як провулок Бевензе (нині — 4-й Вільський провулок). Землі, на яких розташовувалася цегельня та сформувався провулок, брати Бевензе викупили у старообрядців хуторів Каракулі, Видумка. У радянські часи цегельня діяла за назвою завод ім. Сталіна. Поруч з цегельнею діяла розробка кар'єрів, більшість з яких пізніше засипано та на їх місці облаштовано гаражний кооператив «Світанок». Один з кар'єрів, залишений дотепер, зазнає замулення. У 2017 році проектом благоустрою передбачалося створення парку «Дивосвіт» довкола кар'єру. Наразі частина території колишньої цегельні Бевензе забудовується житловим комплексом «Полісся». 
У 1935 році створена Житомирська панчішна фабрика. В 1937 році до панчішної фабрики від Російського кладовища по вулиці Карла Лібкнехта (нині вул. Перемоги та проспект Миру) збудовано трамвайну колію, таким чином подовживши маршрут № 2. У 1964 році трамвайну колію демонтували та ввели в експлуатацію тролейбусну лінію до панчішної фабрики.
З 1950-х рр. вільні від забудови території довкола панчішної фабрики, цегельного заводу забудовувалися індивідуальними житловими будинками для робітників вищевказаних та інших виробництв. Так поблизу панчішної фабрики з'явилися Фабричні провулки, Друкарський, Тайберів, Туркенича, Леоніда Ступницького, вулиця Святого Зигмунта Фелінського. На південь від цегельного заводу утворилася система Вільських та Кар'єрних провулків. Окрім того ущільнювалася забудова колишнього хутора Каракулі — сформувалися Каракульні провулки. Вздовж нинішньої вулиці Вільський Шлях з 1970-х рр. по 1990-ті роки здійснювалось будівництво багатоповерхівок на розі з Індустріальною вулицею.
У 1930-ті роки на вільних від забудови територіях, що охоплювали нинішній мікрорайон Хмільники, а також район панчішної фабрики (Фабричні та Друкарський провулки), створено єврейський хмелярський колгосп Житомирської окружної (обласної) друкарні «Друкар-Колективіст». Після Другої світової війни колгосп названо ім. Мічуріна. На полях колгоспу, що займали обидва береги річки Кокоричанки знаходилися плантації хмелю. Це і обумовило назву мікрорайону, що у 1980-х роках та на початку 1990-х років виріс на колишніх плантаціях хмільнику колгоспу ім. Мічуріна.